# Burg Dehrn
Die Burg Dehrn ist eine Spornburg auf einem Bergsporn oberhalb der Lahn im Runkeler Stadtteil Dehrn im Landkreis Limburg-Weilburg in Hessen.

## Beschreibung
Der auffälligste Bauteil der Burg ist der runde 34 Meter hohe Bergfried mit achteckigem Zinnengeschoss. Während der Turm mit seinen bis zu drei Meter dicken Mauern vermutlich aus dem 13. Jahrhundert stammt, wurde das achteckige Zinnengeschoss im 19. Jahrhundert ergänzt. Der Wohnbau, südlich des Bergfrieds, ist im Kern noch gotischen Ursprungs (13. Jahrhundert). Dieser Teil wurde im 16. Jahrhundert spätgotisch umgebaut. Östlich des gotischen Wohnbaus befindet sich ein Wohnbau mit vierseitigem Mansarddach. Dieser wurde wahrscheinlich im frühen 19. Jahrhundert ergänzt. Die westlichen Gebäudeteile wurden nach 1845 im neugotischen Stil errichtet. Für diese Gebäudeteile sind die Stufengiebel charakteristisch.
Südlich an der Burg befand sich ein Englischer Landschaftspark mit zwei Brücken und einer Kapelle. Von der Kapelle sind nur die Grundmauern erhalten. Nahe der Burg haben sich zwei Burgmannenhöfe erhalten, die im Wesentlichen noch in der Spätgotik errichtet wurden.
Zusätzlich zum Denkmalschutz als hessisches Kulturdenkmal hat die Burg den Schutzstatus für den Kriegsfall nach der Haager Konvention erhalten.

## Geschichte

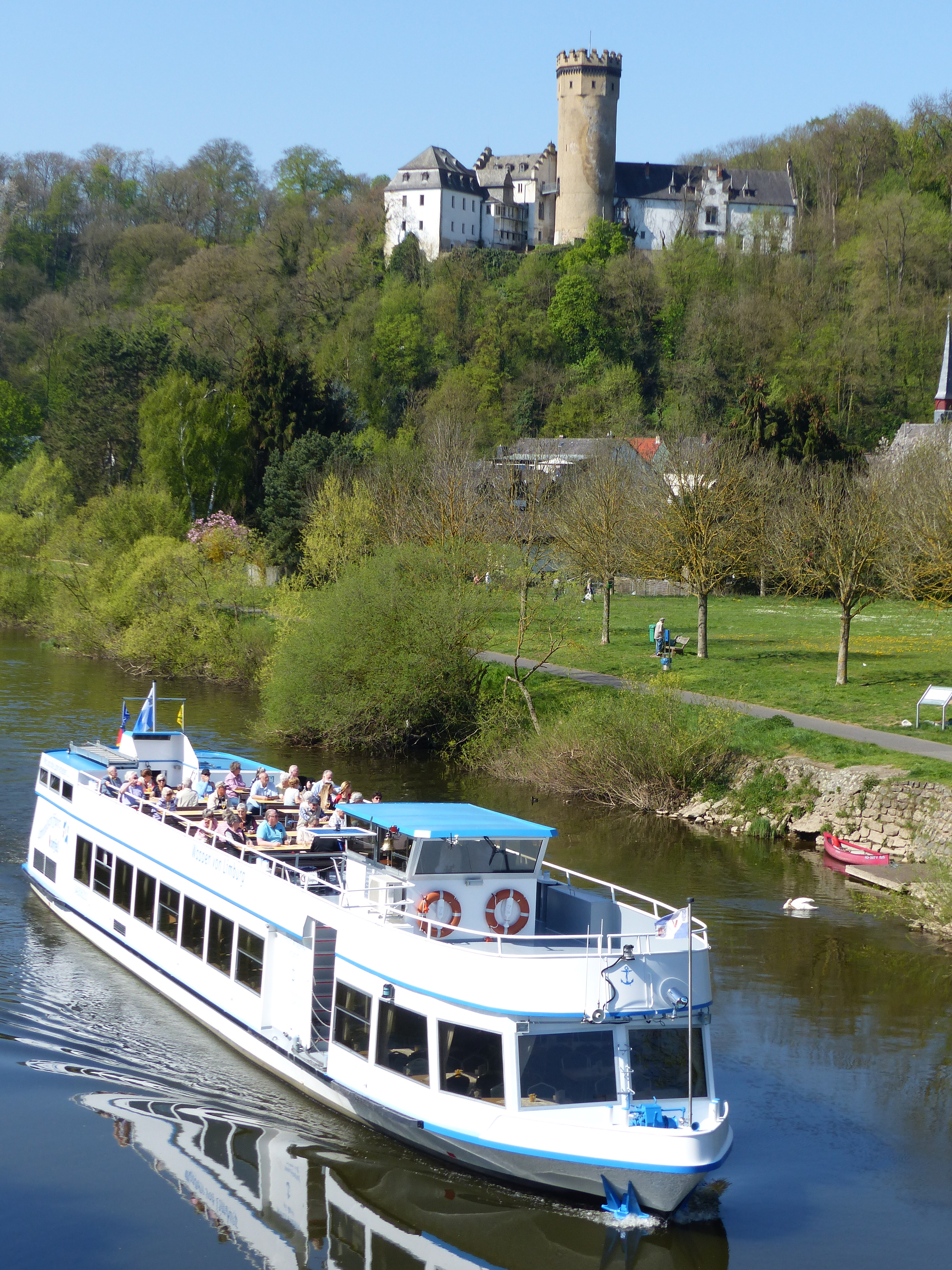
Das Schloss vom Tal der Lahn aus fotografiert

Im 12. Jahrhundert wurde die Burg von den Grafen von Diez zur Sicherung des Lahnüberganges erbaut und mit Burgmannen besetzt. Mit Henricus Frio de Derne erscheint im Jahr 1197 erstmals ein Burgmann. Die Familie Frei von Dehrn blieb auch in den folgenden Jahrhunderten mit der Burg belehnt.
Mit Abspaltung der Grafschaft Weilnau aus der Grafschaft Diez wurde die Burg gemeinsamer Besitz beider Linien. Im Jahr 1317 verpfändete die Grafschaft Weilnau ihren Anteil an Siegfried von Runkel, den Propst des Stift Gemünden. Am 31. Juli 1367 erstach ein Friedrich Frei von Dehrn auf Burg Dehrn Johann von Diez, den Bruder des Grafen Gerhard, der keinen männlichen Erben, sondern nur zwei Töchter hatte. Über die älteste kam die Grafschaft Diez nach Gerhards Tod (1386) an Nassau-Dillenburg. Wie die Limburger Chronik anmerkt, wäre Johann Graf geworden, hätte er gelebt. 1485 ließen sich die Frei von Dehrn die Freiheit von Abgaben durch das inzwischen herrschende Haus Nassau bestätigen. Diese wurde mehrmals gegen die Grafen von Runkel durchgesetzt. Im Jahr 1492 errichteten die Frei von Dehrn für 300 Gulden einen bis an den Turm reichenden Anbau. In dieser Zeit muss die Burg in das Eigengut der Familie übergegangen sein.
Im 16. Jahrhundert wurden schlossartige Umbauten vorgenommen. Mit Franz Alexander Frei von Dehrn starb die Familie der Frei von Dehrn 1737 aus. Das Schloss fiel an die Familie von Greiffenclau und nach deren Aussterben 1814 an das verwandte Haus Sturmfeder von Oppenweiler. 1818 erwarb der Limburger Kaufmann Joseph Anton Trombetta das teilweise baufällige Schloss und ließ es instand setzen, erweitern und einen Park anlegen. Durch Umbau und Anbauten erhielt das Schloss sein heutiges Aussehen. 1843/44 ging das Schloss in den Besitz der Familie von Dungern über, die weitere Umbauarbeiten am Schloss vornehmen ließ. Unter anderem wurden die Zufahrtswege erneuert, der Turm renoviert und erhöht. Neue Wirtschaftsgebäude und ein Park vergrößerten die Anlage.

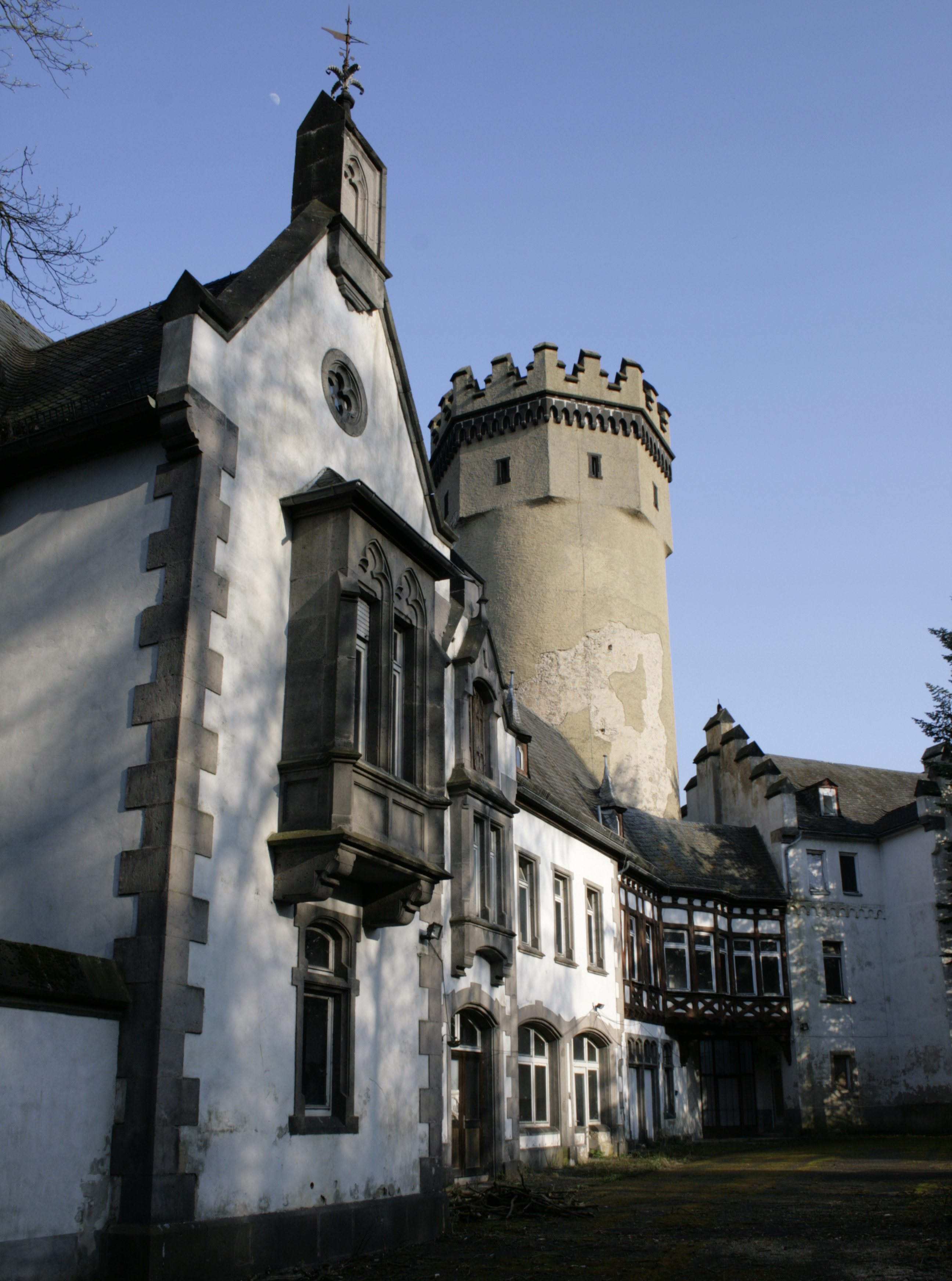
Blick in den Burghof

Kurz nach dem Ersten Weltkrieg verlor die Familie von Dungern ihr Vermögen, darunter auch das Schloss Dehrn. Dessen Wert wurde auf 3,5 Millionen Reichsmark geschätzt, wozu noch Ländereien von mehr als 85 Hektar kamen. Im Jahr 1925 wurde das Schloss für wenige Monate zum Hotel „Fürstenhof“, kam dann in den Besitz der Provinz Hessen-Nassau, die es noch 1925 zu einer Erziehungsanstalt für männliche Jugendliche machte. 1933 wurden die zum Schloss gehörenden Ländereien privatisiert. Das Hauptgebäude diente ab 1934 als BDM-Lager, das Wirtschaftsgebäude als Kindererholungsanstalt. Mit dem Beginn des Zweiten Weltkriegs wurde das Schloss Reservelazarett und vom 19. September 1944 bis zum 26. März 1945 Standort des Oberkommandos der deutschen Luftwaffe West. 1945 sprengte die fliehende Wehrmacht die Kapelle im Park, in der Ausrüstungsgüter gelagert waren. In den 1960er Jahren wurden die Reste der Ruine beseitigt und ein Gedenkstein für die Grabstätte der Familie von Dungern errichtet. Vom April 1945 bis zum 20. August benutzten die amerikanischen Besatzungstruppen das Gebäude.
Vom 25. August 1946 bis zum Juni 1949 diente das Wirtschaftsgebäude als Heim für Mädchen, die im Krieg ihre Angehörigen verloren hatten. Das Schloss beherbergte vom 1. Oktober 1946 bis zum 1. Juli 1951 ein Blindenheim der Frankfurter Stiftung für Blinde und Sehbehinderte. Das Wirtschaftsgebäude wurde im Juli 1949, das Schloss zum Oktober 1951 in ein Altenheim des Landeswohlfahrtsverbands Hessen für 240 Bewohner umgewandelt. 1962 endete diese Phase und das Schloss wurde renoviert. Von 1965 bis 1982 war es Sitz einer Klinik des Landeswohlfahrtsverbands für Sprach- und Stimmerkrankungen mit 84 Betten und von 1986 bis 1994 ein Asylbewerberheim mit bis zu 800 Bewohnern. Später wurde das Land Hessen Eigentümer. Seit 1999 steht das Schloss weitgehend leer. Mehrere Versuche scheiterten, dort Unternehmen anzusiedeln. Inzwischen befindet sich die historische Anlage in einem verwahrlosten Zustand.
Am 18. Juni 2012 ersteigerte der Bad Vilbeler Immobilienunternehmer Bruno Kling die Burg für 251.000 Euro bei einer Zwangsversteigerung am Amtsgericht Limburg. Die Zwangsversteigerung war von der Stadt Runkel wegen Steuer- und Gebührenschulden des letzten Privateigentümers beantragt worden. Der neue Besitzer kündigte an, Wohnungen und möglicherweise auch Firmenräume in der Anlage einzurichten. Im Februar 2014 verkaufte Kling die Anlage jedoch an den Limburger Immobilienunternehmer Christian Mohri. Dieser beabsichtigt die Renovierung und Nutzung als Sitz seiner Familie, die zum Teil aus Dehrn stammt.